# Systeme
systeme ist der Titel einer interdisziplinären Zeitschrift für systemtheoretisch orientierte Forschung und Praxis in den Humanwissenschaften. Die halbjährlich erscheinende Fachzeitschrift wurde von der ÖAS (Österreichische Arbeitsgemeinschaft für systemische Therapie und systemische Studien) 1987 in Wien begründet. Bis heute erscheint sie im Eigenverlag mit zwei Ausgaben pro Jahr, seit 2001 in gemeinsamer Herausgeberschaft von ÖAS und Systemischer Gesellschaft. Über zwei Jahrzehnte arbeitete der deutsche Psychologe und Psychotherapeut Wolfgang Loth in der Redaktion (derzeit im wissenschaftlichen Beirat der Zeitschrift).
Aktuelle Redaktionsmitglieder: Lieselotte Ulrike De Saedeleer,  Christian Reininger, Ulrike Reimann und Tanja Kuhnert